# Melitaea composita
Melitaea composita är en fjärilsart som beskrevs av Ruggero Verity 1935. Melitaea composita ingår i släktet Melitaea och familjen praktfjärilar. Inga underarter finns listade i Catalogue of Life.